# 羊场布依族白族苗族乡
羊场布依族白族苗族乡是中华人民共和国贵州省六盤水市盘州市下辖的一个民族乡。

## 行政区划
羊场布依族白族苗族乡下辖以下村级行政区划单位：
赶场坡村、小河口村、张家寨村、杨家寨村、红花湾村、何家庄村、瞿家寨村、大中村、高光村、海兴村、纳木村、朝阳村、徐寨村、下午村、小河边村和上午村。